# エンメ・ウォン
エンメ・ウォン（黄伊汶、Emme Wong、1981年1月3日 - ）は、香港出身の歌手・女優。
本名はディオール・ウォン（黄海慈、Dior Wong）。ユニバーサルミュージック所属。2003年、英語名ディオール・ウォンから改称。

## アルバム
- 2001年：『純属印象』
- 2002年：『香薰』
- 2003年：『Emmeの同名アルバム』
- 2004年：『Good Show』
- 2008年：『The Groove In Me』

- その他のアルバム：『一聴鍾情』『K歌之選』『心動』『愛上主題曲』『非聴不可』『跨世紀合唱歌』『鋼琴恋曲』『情情塔塔』
- その他の歌曲：
  - 長夜不眠（作曲：エンメ・ウォン）
  - 残忍（作詞：エンメ・ウォン）（リーマス・チョイ合唱版）
  - 出牌（<好睇>北京語版）
  - 大雨過後（<愛失救>北京語版）
  - 我不愛你了（<残忍>北京語版）
  - 情色無界（<戒男>北京語版）
  - 愛情勇敢（TVBドラマ『戇夫成龍』主題歌）（ハッケン・リーと共に合唱）
  - 来到今天（ハッケン・リーと共に合唱）
  - 我們的故事（林頤と共に合唱）
  - 感情的段落
  - 思念你就会忘記自己（黄閲と共に合唱）
  - ドラえもん
  - だぁ!だぁ!だぁ!

## 出演作品

### 映画
- 2002年：『百分百感覺』（ゲスト）
- 2004年：『甜絲絲』 - 羅三花 役
- 2004年：『ジェイ・チョウを探して』
- 2004年：『ビヨンド・アワ・ケン』（ゲスト）
- 2005年：『黒白戦場』
- 2005年：『カンフー無敵』 - 龍児 役
- 2006年：『傷だらけの男たち』
- 2007年：『蠍子』（未上映）
- 2007年：『欣月童話』（未上映）
- 2008年：『哈哈哈』

### テレビドラマ
- 2003年：『カンフーサッカー』
- 2004年：『伙頭智多星』
- 2005年：『奇幻潮』 - 『迷路』
- 2006年：『龍門客棧』（未放映）

### 広告
2001年
- 味千ラーメン（テレビ広告）
- 中銀クレジットカード（テレビ広告）（中国）
- SMS ebuzz.com service
- Neway Karaoke
- パイロット関連文具産品（テレビ広告）
- シテ・デュ・ルーヴル・ブライダル（一般広告）

2002年
- 楽美代排毒清脂素（一般広告）（中国、香港）
- シテ・デュ・ルーヴル・ブライダル（一般広告）
- 永藝関連衣類産品（一般広告）（中国）
- 康泰旅行社（テレビ広告）
- 味千ラーメン（テレビ広告）
- カースラン関連産品（中国）
- 味丹新茶（テレビ広告）（台湾）

2004年
- Just Beauty（一般広告）
- 永亨クレジット

2005年
- Just Beauty（一般広告）
- 明廊眼鏡（一般広告）（中国）

2006年
- Antinori（アジア・パシフィック区）
- Just Beauty（一般広告）
- 永亨クレジット

2007年
- Just Beauty（一般広告）
- 南明美容集団（一般広告）（中国、香港、マカオ）